# Politique étrangère d'Andorre
La politique étrangère d'Andorre est sous la dépendance du ministère des Affaires étrangères. Depuis la ratification de la constitution le 4 mai 1993, la principauté est devenue un membre actif de la communauté internationale.

## Ambassades et missions diplomatiques
La principauté entretient six ambassades à l'étranger : en Autriche, en Belgique, en Espagne, en France, au Portugal et aux États-Unis. L'Espagne et la France ont également une ambassade en Andorre. Le pays possède de plus une mission permanente à Genève et une représentation permanente à Strasbourg.

## Adhésion aux organismes internationaux

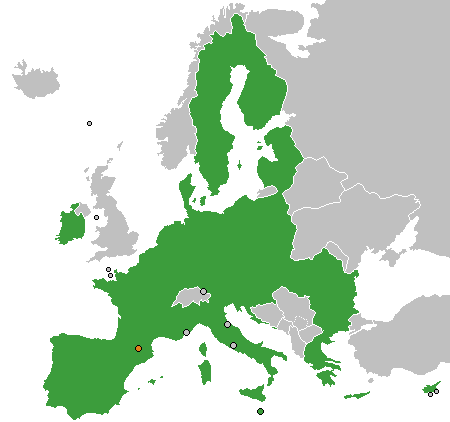
Andorre et l'Union européenne

Andorre est membre des organismes suivants :
- Organisation des Nations unies (ONU) : depuis le 28 juillet 1993
  - Organisation des Nations unies pour l'éducation, la science et la culture (UNESCO) : depuis octobre 1993
  - Organisation mondiale de la santé (OMS) : depuis 1997
  - Union internationale des télécommunications (UIT) : depuis 1999
  - Organisation mondiale de la propriété intellectuelle (OMPI) : depuis 1994
  - Organisation mondiale du tourisme (OMT) : depuis 1995
  - Organisation des Nations unies pour l'alimentation et l'agriculture (FAO) : depuis 2007
  - Organisation de l'aviation civile internationale (OACI) : depuis 2001
  - Organisation pour l'interdiction des armes chimiques (OIAC) : depuis 2003
  - Cour pénale internationale (CPI) : depuis 2002
  - Organisation du traité d'interdiction complète des essais nucléaires (CTBTO) : depuis 2006
- Conseil de l'Europe : depuis le 10 novembre 1994
- Organisation pour la sécurité et la coopération en Europe (OSCE) : depuis 1996
- Organisation des États ibéro-américains (OEI) : depuis 2007
- Organisation internationale de la francophonie : depuis 2006
- Organisation européenne de télécommunications par satellite / Eutelsat : depuis 1994
- Centre international d'études pour la conservation et la restauration des biens culturels (ICCROM) : depuis 1998
- Organisation mondiale des douanes (OMD) : depuis 1998
- Organisation mondiale de la santé animale (OIE) : depuis 1997
- Bureau international des expositions (BIE) : depuis 2004
- Comité international de la Croix-Rouge (CICR) : depuis 1994
- Organisation mondiale du commerce : depuis 1997

## Relations avec l'Union européenne
Les relations entre l'Andorre et l'Union européenne sont basées sur une union douanière. Andorre ne faisant pas partie de l'espace Schengen, des contrôles aux frontières subsistent tant du côté espagnol que français.

## Relations avec la République du Kosovo
Le 8 juin 2011, l'Andorre est devenue le 76e État membre des Nations unies à reconnaître l'indépendance du Kosovo. Les deux pays ont établi des relations diplomatiques le 14 septembre 2011.